# Coupe d'Italie de football 1962-1963
Navigation
Coupe d'Italie 1961-1962 Coupe d'Italie 1963-1964
La Coupe d'Italie de football 1962-1963, est la 16e édition de la Coupe d'Italie.

## Déroulement de la compétition

### Participants

#### Serie A (D1)
Les 18 clubs de Serie A sont engagés en Coupe d'Italie.

#### Serie B (D2)
Les 20 clubs de Serie B sont engagés en Coupe d'Italie.

### Calendrier
| Phase              | Tour          | Dates                                |
| ------------------ | ------------- | ------------------------------------ |
| Phase préliminaire | 1er tour      | 9 septembre 1962                     |
| Phase préliminaire | Tour spécial  | 3 octobre 1962                       |
| Phase finale       | 1/8 de finale | 5 - 9 décembre 1962 - 9 janvier 1963 |
| Phase finale       | 1/4 de finale | 27 mars - 3 avril 1963               |
| Phase finale       | 1/2 finales   | 1er mai 1963                         |
| Phase finale       | Finale        | 2 juin 1963                          |

## Résultats

### Premier tour
| Division     | Club                       | Score      | Club                 | Division     |
| ------------ | -------------------------- | ---------- | -------------------- | ------------ |
| Serie B (D2) | SS Lazio                   | 0 - 3      | AC Fiorentina        | Serie A (D1) |
| Serie B (D2) | AC Udinese                 | 0 - 3      | Genoa CFC            | Serie A (D1) |
| Serie B (D2) | US Cagliari                | 1 - 5      | AS Rome              | Serie A (D1) |
| Serie B (D2) | US Catanzaro               | 3 - 0      | SPAL                 | Serie A (D1) |
| Serie B (D2) | ACR Messine                | 2 - 1      | AC Naples            | Serie A (D1) |
| Serie B (D2) | AS Bari                    | 1 - 0      | US Palerme           | Serie A (D1) |
| Serie B (D2) | AC Côme                    | 2 - 4 a.p. | Atalanta BC          | Serie A (D1) |
| Serie B (D2) | AS Cosenza                 | 3 - 4 a.p. | CC Catane            | Serie A (D1) |
| Serie B (D2) | Alexandrie US              | 0 - 5      | FC Internazionale    | Serie A (D1) |
| Serie B (D2) | AC Padoue                  | 2 - 1      | AC Lanerossi Vicence | Serie A (D1) |
| Serie B (D2) | Parme AS                   | 0 - 1      | Milan AC             | Serie A (D1) |
| Serie B (D2) | Pro Patria et Libertate SC | 1 - 2      | UC Sampdoria         | Serie A (D1) |
| Serie B (D2) | US Triestina               | 1 - 1 a.p. | AC Torino            | Serie A (D1) |
| Serie B (D2) | SS Sambenedettese          | 0 - 1      | Bologne FC           | Serie A (D1) |
| Serie B (D2) | US Foggia & Incedit        | 3 - 0      | Modène FC            | Serie A (D1) |
| Serie B (D2) | AC Brescia                 | 2 - 5      | Juventus FC          | Serie A (D1) |
| Serie B (D2) | AS Simmenthal-Monza        | 2 - 3      | AC Venise            | Serie A (D1) |
| Serie B (D2) | US Lucchese Libertas       | 1 - 1 a.p. | AC Mantoue           | Serie A (D1) |
| Serie B (D2) | AC Hellas Vérone           | 3 - 0      | AC Lecco             | Serie B (D2) |

### Tour spécial
| Division     | Club                | Score | Club         | Division     |
| ------------ | ------------------- | ----- | ------------ | ------------ |
| Serie A (D1) | AC Fiorentina       | 0 - 2 | Genoa CFC    | Serie A (D1) |
| Serie A (D1) | AS Rome             | 3 - 1 | US Catanzaro | Serie B (D2) |
| Serie B (D2) | US Foggia & Incedit | 0 - 2 | Juventus FC  | Serie A (D1) |

### Huitièmes de finale
| Division     | Club              | Score               | Club                 | Division     |
| ------------ | ----------------- | ------------------- | -------------------- | ------------ |
| Serie A (D1) | AS Rome           | 2 - 5               | Genoa CFC            | Serie A (D1) |
| Serie A (D1) | Atalanta BC       | 2 - 1               | CC Catane            | Serie A (D1) |
| Serie A (D1) | Milan AC          | 0 - 1               | UC Sampdoria         | Serie A (D1) |
| Serie A (D1) | Bologne FC        | 2 - 2 a.p., 3-4 tab | AC Torino            | Serie A (D1) |
| Serie A (D1) | Juventus FC       | 3 - 1               | AC Venise            | Serie A (D1) |
| Serie B (D2) | AS Bari           | 2 - 0               | ACR Messine          | Serie B (D2) |
| Serie B (D2) | AC Hellas Vérone  | 1 - 1 a.p., 6-5 tab | US Lucchese Libertas | Serie B (D2) |
| Serie A (D1) | FC Internazionale | 1 - 2               | AC Padoue            | Serie B (D2) |

### Quarts de finale
| Division     | Club         | Score      | Club             | Division     |
| ------------ | ------------ | ---------- | ---------------- | ------------ |
| Serie A (D1) | Atalanta BC  | 2 - 0      | AC Padoue        | Serie B (D2) |
| Serie B (D2) | AS Bari      | 2 - 1 a.p. | Genoa CFC        | Serie A (D1) |
| Serie A (D1) | UC Sampdoria | 0 - 2      | AC Torino        | Serie A (D1) |
| Serie A (D1) | Juventus FC  | 0 - 1      | AC Hellas Vérone | Serie B (D2) |

### Demi-finales
| Division     | Club        | Score | Club             | Division     |
| ------------ | ----------- | ----- | ---------------- | ------------ |
| Serie A (D1) | AC Torino   | 2 - 1 | AC Hellas Vérone | Serie B (D2) |
| Serie A (D1) | Atalanta BC | 1 - 0 | AS Bari          | Serie B (D2) |

### Finale
| Division     | Club        | Score | Club      | Division     |
| ------------ | ----------- | ----- | --------- | ------------ |
| Serie A (D1) | Atalanta BC | 3 - 1 | AC Torino | Serie A (D1) |